# Siegesdenkmal (Dresden)

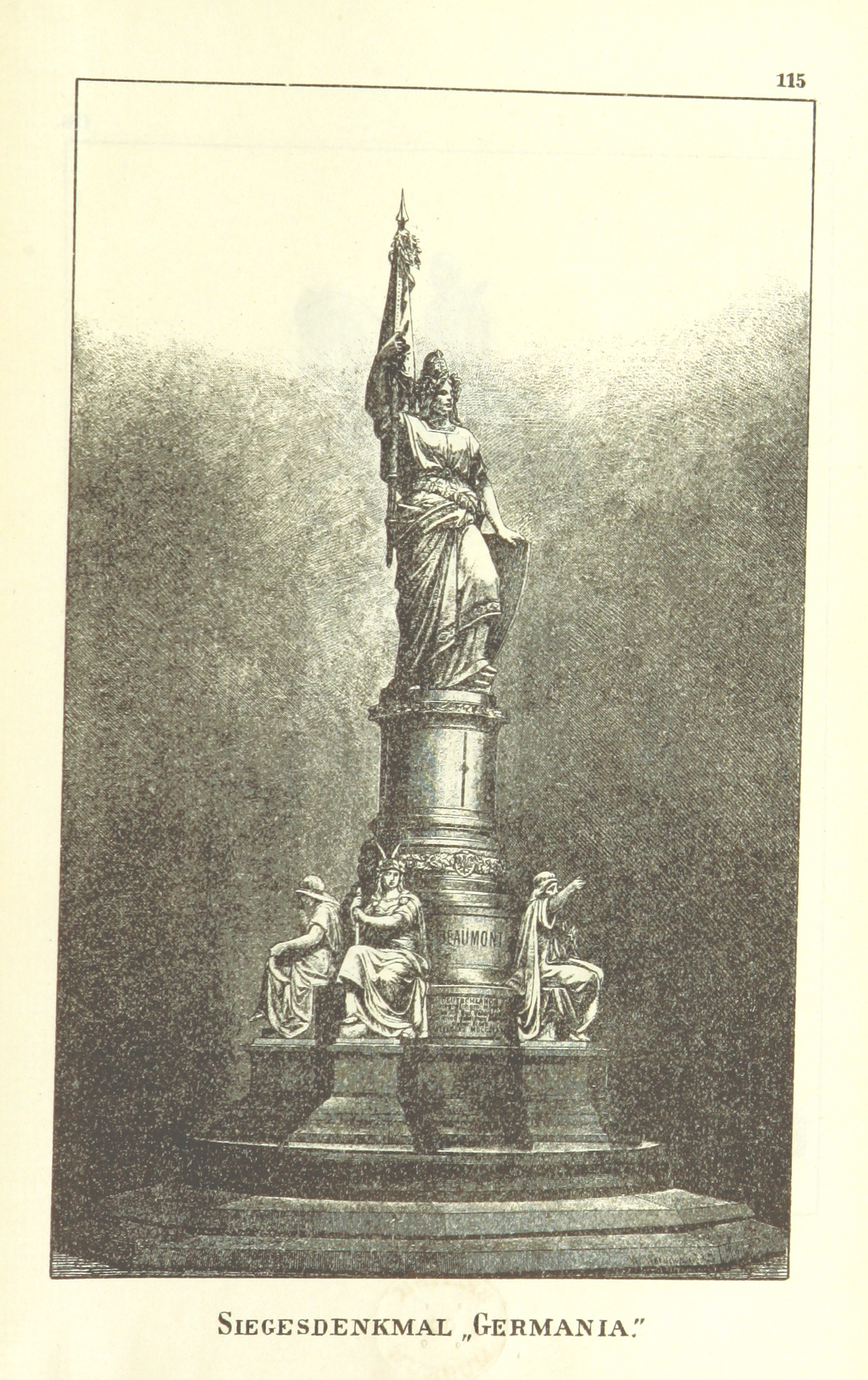
Zeichnung des Siegesdenkmals

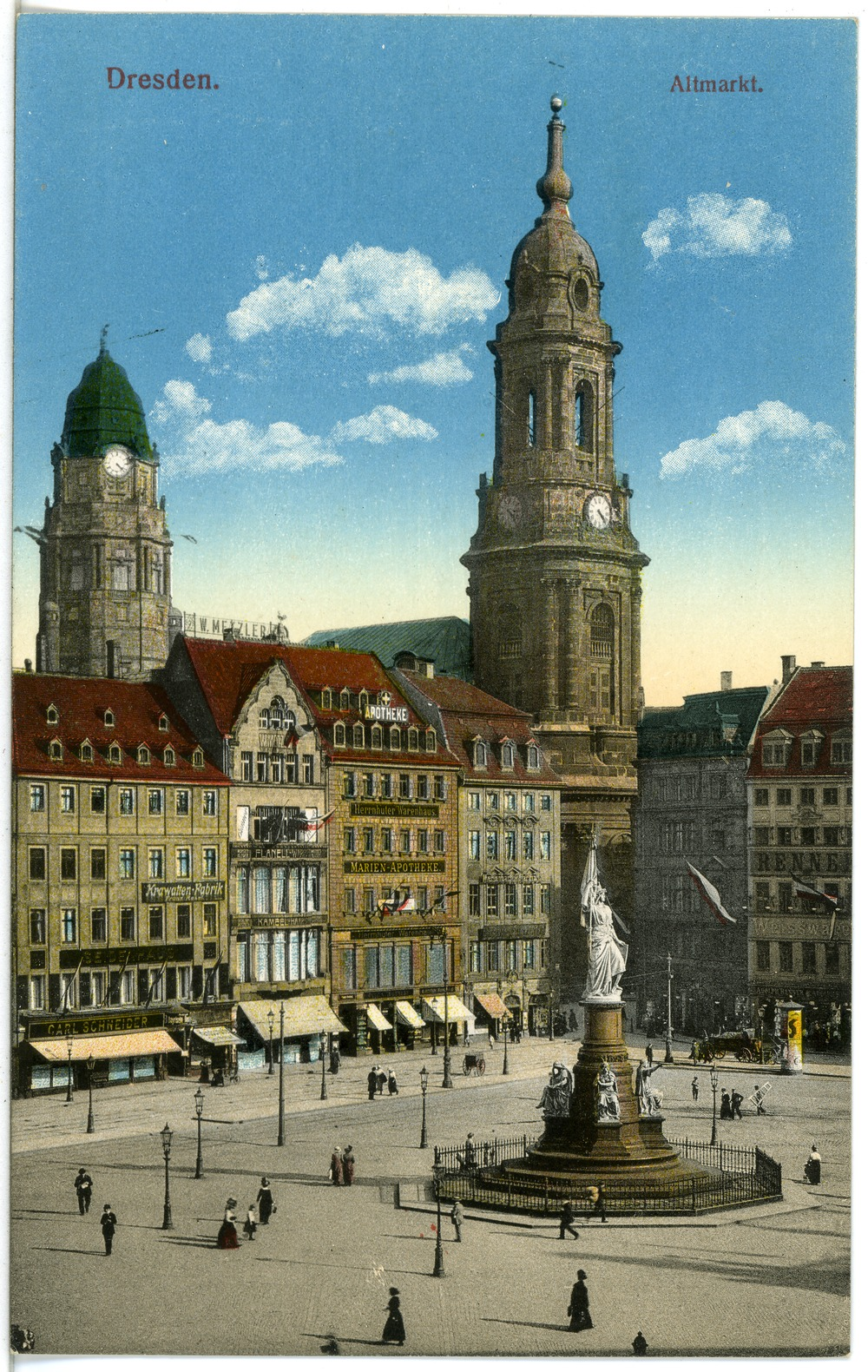
Altmarkt mit Siegesdenkmal um 1915

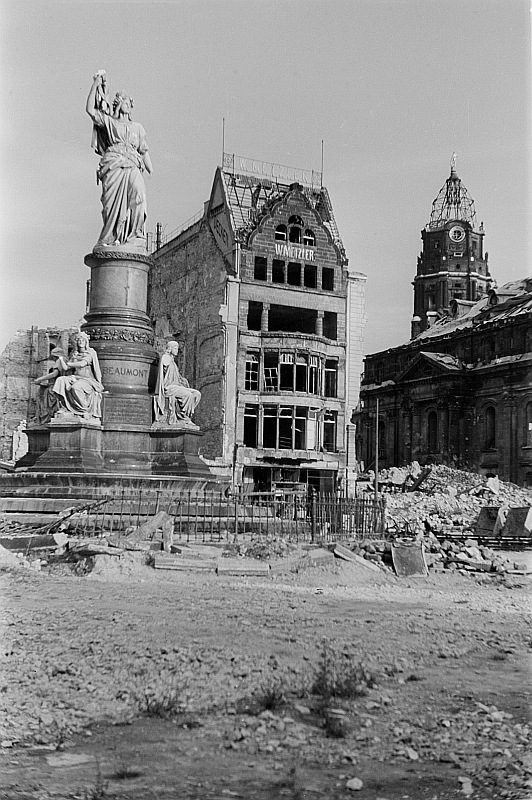
Siegesdenkmal auf dem kriegszerstörten Altmarkt

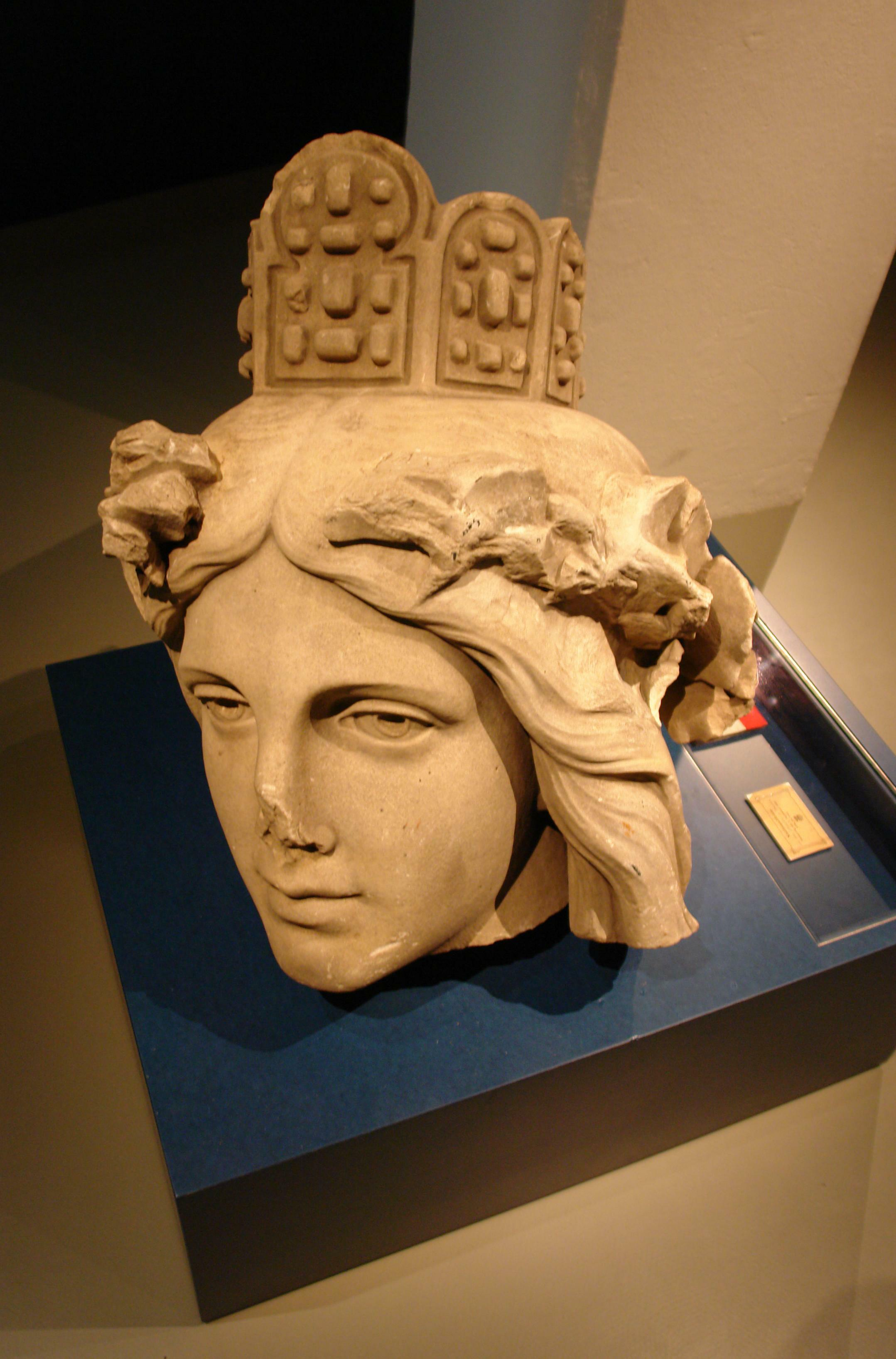
Kopf der Germania im Stadtmuseum

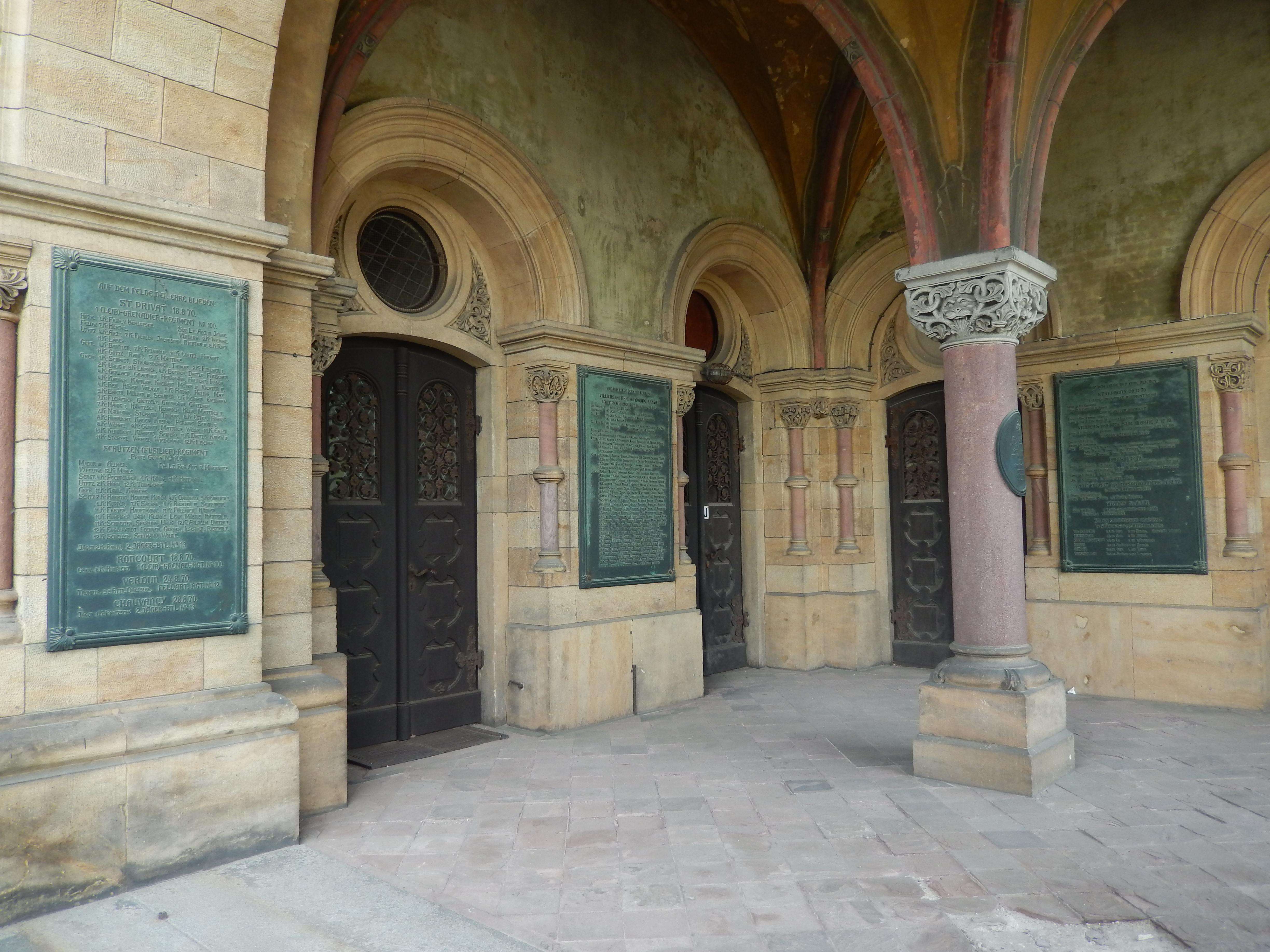
Ehrenhalle am Hauptportal der Garnisonkirche im katholischen Teil

Das Siegesdenkmal war ein historisches Denkmal auf dem Altmarkt in Dresden, was an den Deutsch-Französischen Krieg 1870/71 und dessen Siege erinnerte. In den Luftangriffen auf Dresden nur wenig beschädigt, wurde es Ende der 1940er-Jahre beseitigt. Ab 1955 wurde es im öffentlichen Diskurs in Dresden, entgegen seiner ursprünglichen Benennung, nurmehr als Germania-Denkmal bezeichnet.

## Vorgeschichte
Am 19. Juli 1870 erhielt der Norddeutsche Bund die Kriegserklärung Frankreichs. Am Deutsch-Französischen Krieg waren unter dem sächsischen kommandierenden General Kronprinz Albert 31.000 Sachsen beteiligt. Am 28. Januar 1871 endete der Krieg mit dem Waffenstillstand Frankreichs und dem danach folgenden Friedensvertrag. Das Sächsische Heer hatte 301 Offiziere und 6534 Unteroffiziere und Mannschaften an Toten, Vermissten und Verwundeten zu beklagen. Davon waren 99 Opfer aus den Dresdner Kasernen. Nach der Demobilisierung entstanden vielerorts in Gemeinden und Städten Siegesdenkmale und Gedenktafeln.
In Dresden beantragte am 28. Februar 1871 der Verein für patriotische Dankbarkeit, auf dem Mittelpfeiler der Augustusbrücke, wo sich bis zum Elbhochwasser 1845 ein vergoldetes Kruzifix befunden hatte, ein weithin sichtbares Siegesdenkmal errichten zu dürfen: eine auf zwei Säulen getragene Plastik des Bildhauers Robert Henze. Der Rat der Stadt lehnte diesen Antrag zwar ab, gestattete aber, zum festlichen Einzug des Kronprinzen und neu ernannten Generalfeldmarschall Albert von Sachsen mit seiner Maasarmee am 11. Juni 1871 das Modell und die abgeformte Germania auf dem Altmarkt zu präsentieren.
Für ein geplantes Siegesdenkmal wurde ein Wettbewerb durchgeführt, der aber nicht den gewünschten Entwurf erbrachte. Zwischenzeitlich setzten sich die Bürger der Stadt Dresden durch und stimmten für die Festschmuck-Germania. Der Rat erteilte nun am 31. August 1875 den Auftrag an Henze und den Architekten und Semper-Nachfolger Georg Hermann Nicolai, die Gestaltung des Denkmals zu übernehmen.

## Denkmal
Zum 10. Sedantag am 1. September 1880 wurde auf dem Altmarkt das Siegesdenkmal eingeweiht. Es sollte an den Sieg im Deutsch-Französischen Krieg 1870/1871 und an die in diesem Krieg gefallenen Dresdner erinnern. Robert Henze, ein Schüler Hähnels, schuf das Denkmal aus verschiedenen Gesteinen. Dargestellt sind die 6,20 Meter hohe Germania und vier weibliche Seitenfiguren: Kriegswissenschaft, Heeresmacht, Frieden und Barmherzige Liebe, alle Plastiken aus Carrara-Marmor. Die Figuren entstanden in der italienischen Stadt Florenz in der Werkstatt von Raffaello Cellai.
Im Juli 1880 waren die Figuren gefertigt und wurden auf drei Wagen von Florenz nach Dresden transportiert. Die Germania war 6550 Kilo schwer und auf einem, die anderen vier auf zwei Wagen mit jeweils 5350 Kilo geladen. Die Frachtkosten beliefen sich auf 3171 Mark zuzüglich Zollgebühren von 4 Mark und 17 Rappen.
Für die Germania stand die Sängerin Rosa Heysing Modell. Mit der rechten Hand hielt sie eine mit dem Lorbeerkranz geschmückte Reichsfahne und mit der linken Hand stützte sie sich auf den Reichsschild mit einem deutschen Adler. Das Gesicht zeigte fröhlich das neue Nationalbewusstsein, denn mit der Gründung des Deutschen Kaiserreiches am 18. Januar 1871 waren die Deutschen weitgehend geeint. An den Frontseiten zwischen den Nebenfiguren befanden sich Bronzeehrenplatten mit den Namen der 99 Gefallenen Dresdner. Die Gesamtkosten beliefen sich auf 186.500 Mark und wurden von 15.000 Mark aus öffentlichen Sammlungen und den Restbetrag aufteilend von der Güntzstiftung und dem städtischen Reservefonds getragen. Für die Hebung und Aufstellung war der Dresdner Baumeister Eduard Mueller zuständig. Unter großen Jubel wurde das Denkmal am 1. September 1880 in Anwesenheit des sächsischen Königs Albert und der königlichen Familie enthüllt und eingeweiht.

## Verbleib
Das Siegesdenkmal, nach 1945 als Denkmal auf dem Altmarkt, ab 1955 als Germaniadenkmal bezeichnet, in der Mitte des Platzes blieb bei den alliierten Luftangriffen im Zweiten Weltkrieg weitgehend unversehrt. Nach dem Krieg stufte im Mai 1946 die Stadtverwaltung das Denkmal als militärisches Objekt ein und setzte es auf die Liste B mit der Bemerkung, die Nebenfiguren anderweitig zu verwenden. Die sowjetische Militäradministration in Dresden hatte sich für einen Verbleib des Kunstwerkes ausgesprochen und dessen Erhaltung gefordert. Doch der Rat der Stadt Dresden ließ im Juni 1946 die Germania mit Flaschenzügen vom Sockel holen. In der Folgezeit verschwanden auch die anderen Bronze- und Marmorreste. Ein Dresdner Zimmermann rettete den Kopf der Germania und versteckte ihn in einer Gartenlaube in der Johannstadt. Im Jahr 1991 wurde der Kopf dem Stadtmuseum übergeben. Auch zwei Köpfe der Nebenfiguren haben den Abriss überstanden. Teile des Denkmals nutzte man zur Rekonstruktion von Antonio Corradinis Üppigkeitsvase im Großen Garten. Das Sächsische Kirchenamt sorgte für einen Erhalt der Ehrenplatten mit den Namen der Gefallenen und ließ diese in einer offenen Ehrenhalle unmittelbar am Hauptportal der Garnisonkirche im katholischen Teil installieren.